# Friedrich Heinrich Himmel
Pour les articles homonymes, voir Himmel.
Friedrich Heinrich Himmel, né le 20 novembre 1765 à Treuenbrietzen et mort à Berlin le 8 juin 1814, est un compositeur allemand.

## Biographie
Maître de chapelle du roi de Prusse, on lui doit des opéras, des cantates, des oratorios, de la musique de chambre et d'église qui ont eu un grand succès dans le nord des états allemands.
Il étudie d'abord la théologie à Halle avant de se tourner vers la musique. Lors d'un séjour à Potsdam, il a l'occasion de montrer ses talents de pianiste au roi Frédéric-Guillaume II, qui lui fait alors verser une allocation annuelle pour lui permettre de terminer ses études musicales, ce qu'il effectue comme élève de Johann Gottlieb Naumann.
Son premier opéra pastoral, Il primo navigatore, est produit à Venise en 1794 et obtient un grand succès. En 1792, il se rend à Berlin où son oratorio Isaaco est créé. Il est ensuite nommé Maître de chapelle de la cour du roi de Prusse. À ce titre, il écrit une grande partie de ses œuvres, dont des cantates et un Te Deum de couronnement.
Ses opéras italiens, composés successivement pour Stockholm, Saint-Pétersbourg et Berlin, sont tous accueillis avec une grande faveur à leur époque. Plus important que ceux-ci est un Singspiel sur des paroles d'August von Kotzebue, appelé Fanchon.

## Œuvres

### Opéras
- 1794 : Il primo navigatore, pastorale, Venise
- 1795 : La morte di Semiramide, opera seria, Naples
- 1799 : Alessandro
- 1801 : Vasco di Gama
- 1801 : Frohsinn und Schwarmerei
- 1804 : Fanchon oder das Leyermädel, Singspiel, Berlin
- 1806 : Die Sylphen Zauberoper, Berlin
- 1813 : Der Kobold, komische Oper, Vienne

### Lieder
- An Alexis send ich dich
- Vater unser
- Gebet während der Schlacht: Vater ich rufe dich!
- Die Blumen und der Schmetterling, Lieder cycle

### Musiques d'église et cantates
- Deux messes
- Te Deum, pour 4 voix et orchestre
- Salve Regina, pour 4 voix et instruments
- Beatus vir, pour 4 voix et instruments
- In exitu Israel
- Dixit Dominus
- Das Vertrauen auf Gott, cantate
- Das Lob Gottes (Singet dem Herrn)
- Lobe den Herren, pour chœur et orchestre
- Psalmen Davids, pour deux voix et orchestre
- Trois cantates pour voix et orchestre :
  - Was betrubst du dich
  - Heilig ist mein Beherrscher
  - Wann Gott auch aufs Tiefste
- Trauer-Cantate zur Begräbnissfeyer Friedrich Wilhelm II von Preussen, pour quatre voix et orchestre
- The 146th Psalm
- Vater unser, von Mahlmann